# دينا لارسن
دينا لارسن هي أكاديمية نرويجية، ولدت في 13 سبتمبر 1873، وتوفيت في 31 أغسطس 1961.